# Makara

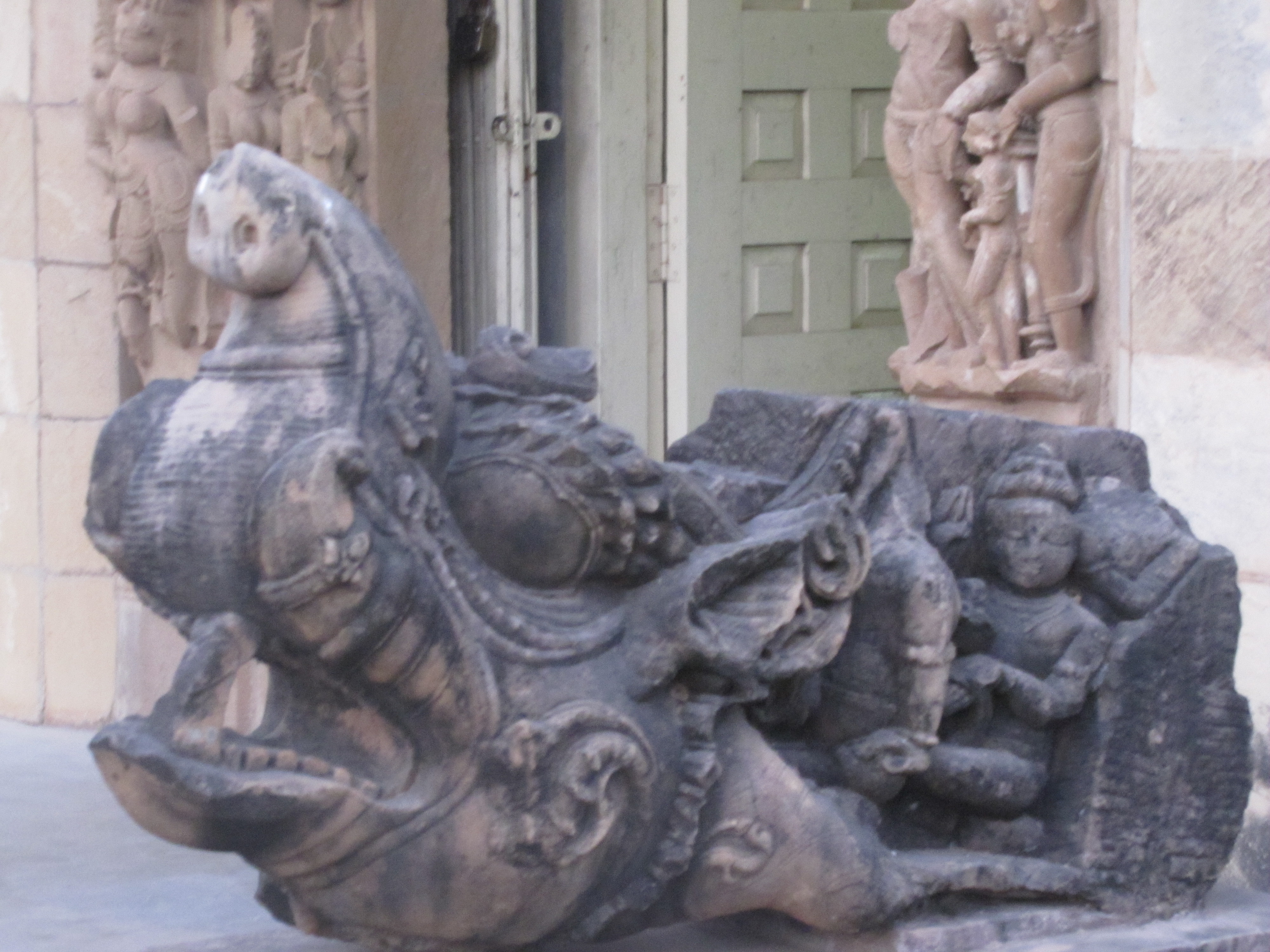
Makara sculptuur in het Jain Museum, Khajuraho, India

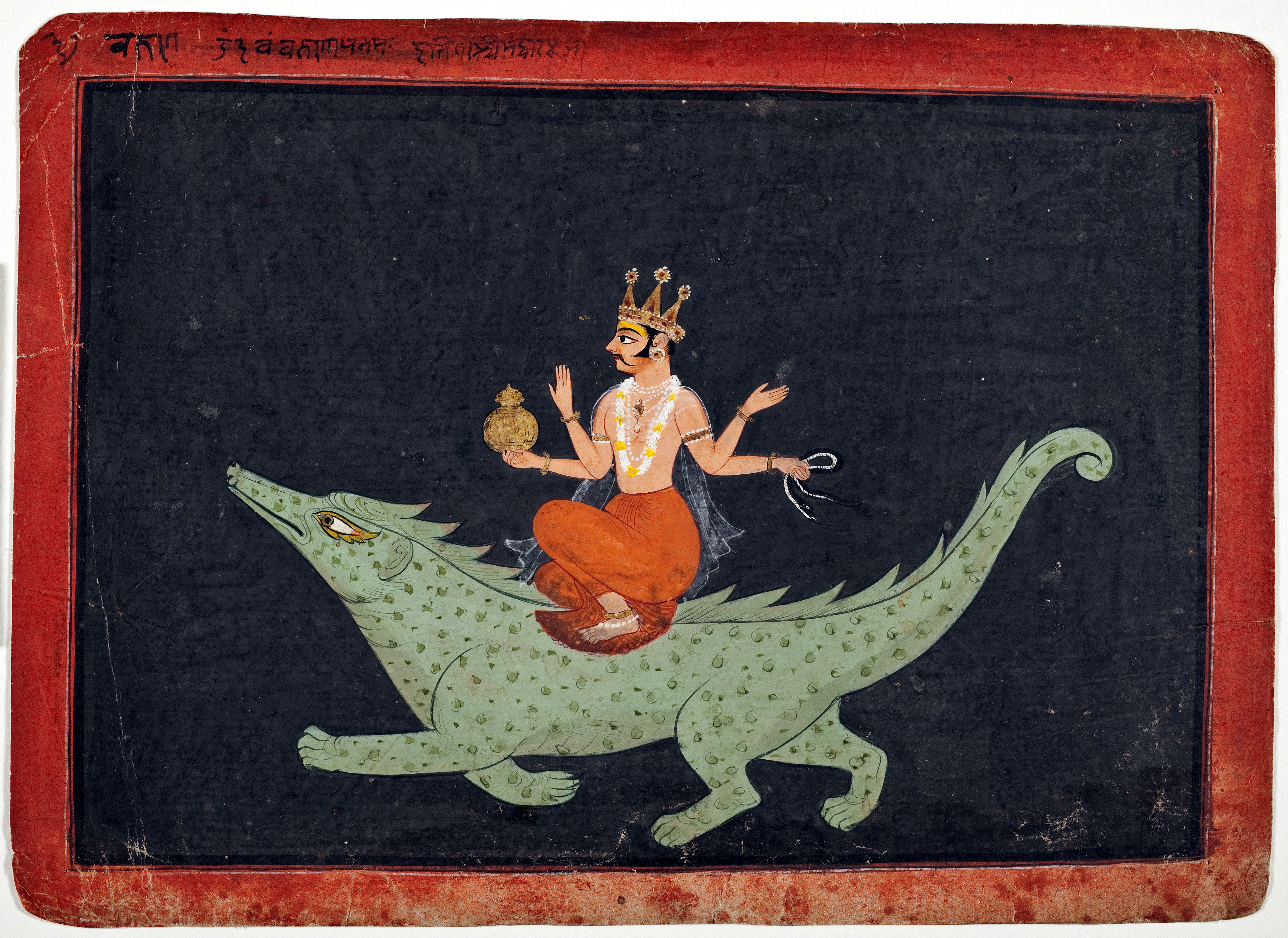
Makara als vahana van Varuna

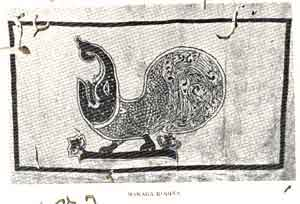
Karava Makara vlag van Sri Lanka met olifanten/vissenkop en pauwenstaart

Makara (zeedraak of watermonster, van 'magar' in het Sanskriet, krokodil) is een samengesteld wezen in het hindoeïsme, dat dienst doet als vahana (voertuig, rijdier) van de zeegod Varuna en de riviergodin Ganga (Ganges). Hij is het tiende teken van de Indiase zodiac (dierenriem), de Steenbok. Makara komt ook in Tibet voor en heet er 'chu-srin'. 
Makara wordt vaak voorgesteld met de voorkant van een zoogdier en het achtereinde van een vis. De kop en voorpoten kunnen van een olifant of antiloop zijn (soms heeft Makara de voorpoten van een leeuw). Makara kan visseschubben op zijn lijf hebben en de staart van een vis of pauw.
Kamadeva, de god van de begeerte (kama) draagt de Makara in zijn vaandel en wordt daarom ook Makaradhvaja (op wiens vlag de Makara is afgebeeld) genoemd of Makara-Ketu (met Makara als embleem).